# Finntroll
A Finntroll egy 1997 óta létező finn folk-metal együttes, Helsinkiből. Annak ellenére, hogy Finnországból származnak, szövegeik svéd nyelven íródnak, mivel Katla a finnországi svéd kisebbséghez tartozik.

## Történet
1997 márciusában Teemu "Somnium" Raimoranta egy helsinki próbaterem kanapéján részegen aludt, amikor arra ébredt föl, hogy barátja, Jan "Katla" Jämsen – szintén részegen – a szintetizátoron egy ismert népdalt kezdett el játszani; erre Somnium felkapta a gitárját, és elkezdett riffelni a hallottakhoz. Ennek a "véletlennek" a nyomán jött az ötlet, hogy megalapítsák a Finntrollt, és elképzelésük szerint a black metal sötétségét és magasztosságát kiszínezzék a finn népi tánczenével. A zenekar nevét egy régi finn mítoszból kölcsönözte, ami arról emlékezett meg, hogy egy "vadember" a nyugatról téríteni érkező svéd papok nagy részét megölte – a túlélők hazatérve pedig rettegve meséltek a "finn trollról".
Hamarosan el is készítették (még ketten, dobgép segítségével) az első és egyetlen demójukat (Rivfader, 1998), és zenésztársakat kerestek s találtak: az első felállás 1998-ra alakult ki Skrymerrel, Tundrával, Trollhornnal és Beast Dominatorral, a bemutatkozó lemez pedig 1999-ben jelent meg (Midnattens Widunder).
Első nagyobb sikerüket a második lemezükkel (Jaktens Tid, 2001) érték el, ami még a finn albumlistán is elérte a 20. helyet, jócskán meglepve a zenekart és a kiadót egyaránt. De, a kellemes időszak sajnos nem tartott sokáig: Katla egy hangszálai közelében talált tumor (nem rák!) miatt abbahagyni kényszerült az éneklést, azóta "csak" szövegíróként tevékenykedik a zenekaron belül (ez alól kivétel a Nattfödd és a Trollhammaren EP egy szám híján).
A következő kiadvány egy akusztikus EP (Visor om Slutet) volt, ezen már az új énekes, Wilska is szerepelt Katla mellett, aki még egy utolsó alkalommal vállalta az énekfelvételek egy részét. Az EP egy erdei kunyhóban lett fölvéve, mobilstúdióval, szauna és alkohol "segítségével". A lemez végül a finn albumlista 1. helyét is hetekig birtokolta.
Nem sokkal a megjelenés előtt, az énekes kényszerű kiválása után, 2003 március 13-án még nagyobb tragédia történt: az alapító Somnium, alkohol hatása alatt, leesett (?) egy hídról Helsinkiben, és életét vesztette. Egyesek szerint öngyilkos lett, mások szerint ez egy véletlen baleset volt.
További események, hogy 2005 óta a billentyűs Trollhorn nem lép fel élőben a zenekarral, mivel elege lett a turnéval járó terhelésből; illetve Tapio Wilska énekest 2006-ban kitették, helyére Vreth került, s ettől kezdve írja ismét Katla a Finntroll szövegeit. 2011-ben felkerültek a Metallica Fekete Albuma előtt tisztelgő kiadványra, a The God That Failed című szám feldolgozásával.

## Szövegek

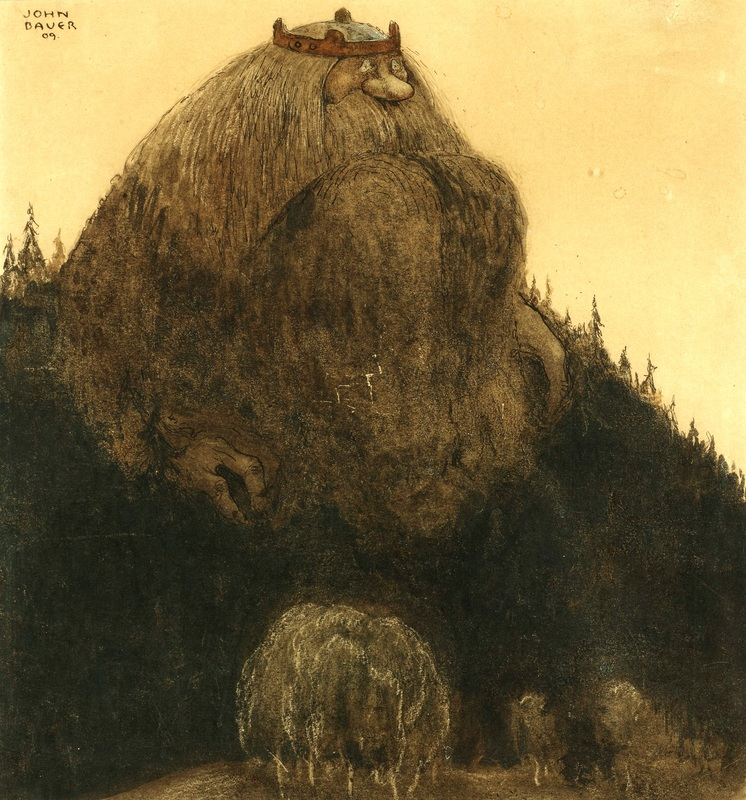
Egy ábrázolás a "névadó" trollokról (John Bauer: King of the Hill, 1909)

A dalszövegekben szereplő, többnyire visszatérő személyek:
- Rivfader – Király a trollok között, aki az északi földeken uralkodott. A dal szerint amikor feltűnik az északi fény akkor tér vissza, hogy győzelemre vezesse a troll seregeket. Ő látható a Jaktens Tid album borítóján is. Számok, amelyekben előfordul: Rivfader, Födosagan, Den Hornkrönte Konungen.
- Aldhissla – Erős, de magányos troll, aki egy sötét és jeges barlangban őrzi kincseit. (Aldhissla)
- Aamund és Kettil – Keresztény papok, akik "rossz helyre" építették templomukat és a trollok "elkergették" őket. Szintén több dalban is megtalálhatók (Bastuvisan, Kyrkovisan).
- Eliytres – Egy gonosz és hatalmas troll, társa a trollkirálynak, Rivfadernek. A Nattfödd album Eliytres számában szerepel.

## Tagok

### Jelenlegi
- Tundra – basszusgitár (1998–)
- Skrymer – gitár (1998–)
- Trollhorn – szintetizátor, gitár (1998–)
- Routa – gitár (2003–)
- Vreth – ének (2006–)
- Virta – szintetizátor (2009–)
- MörkÖ – dobok (2014–)

### Korábbi tagok
- Ancient Lord – basszusgitár (1997–1998)
- Nattvind – dobok, szintetizátor (1997)
- Grönt Helvetes Kungen – gitár (1997–1998)
- Somnium – gitárok (1997–2003)
- Katla – szintetizátor (1997–1998), ének (1997–2003)
- Beast Dominator – dobok (1998–2014)
- Wilska – ének (2002–2006)

## Kiadványok

### Nagylemezek
- Midnattens Widunder (1999) – Éjféli szörnyetegek
- Jaktens Tid (2001) – A vadászat ideje
- Nattfödd (2004) – Éjszülött
- Ur Jordens Djup (2007) – A Föld mélységeiből
- Nifelvind (2010) – Alvilági szelek
- Blodsvept (2013) – Vérbe borulva
- Vredesvävd (2020) – Harag-szőtte

### EP-k
- Visor om Slutet (2003) – Dalok a végről
- Trollhammaren (2004) –  Trollkalapács
- Blodsvept (2013) – Vérbe borulva

### Egyebek
- Rivfader (demo, 1998)
- Natten med de levande Finntroll (koncertlemez, 2014)